# Moss Mabry

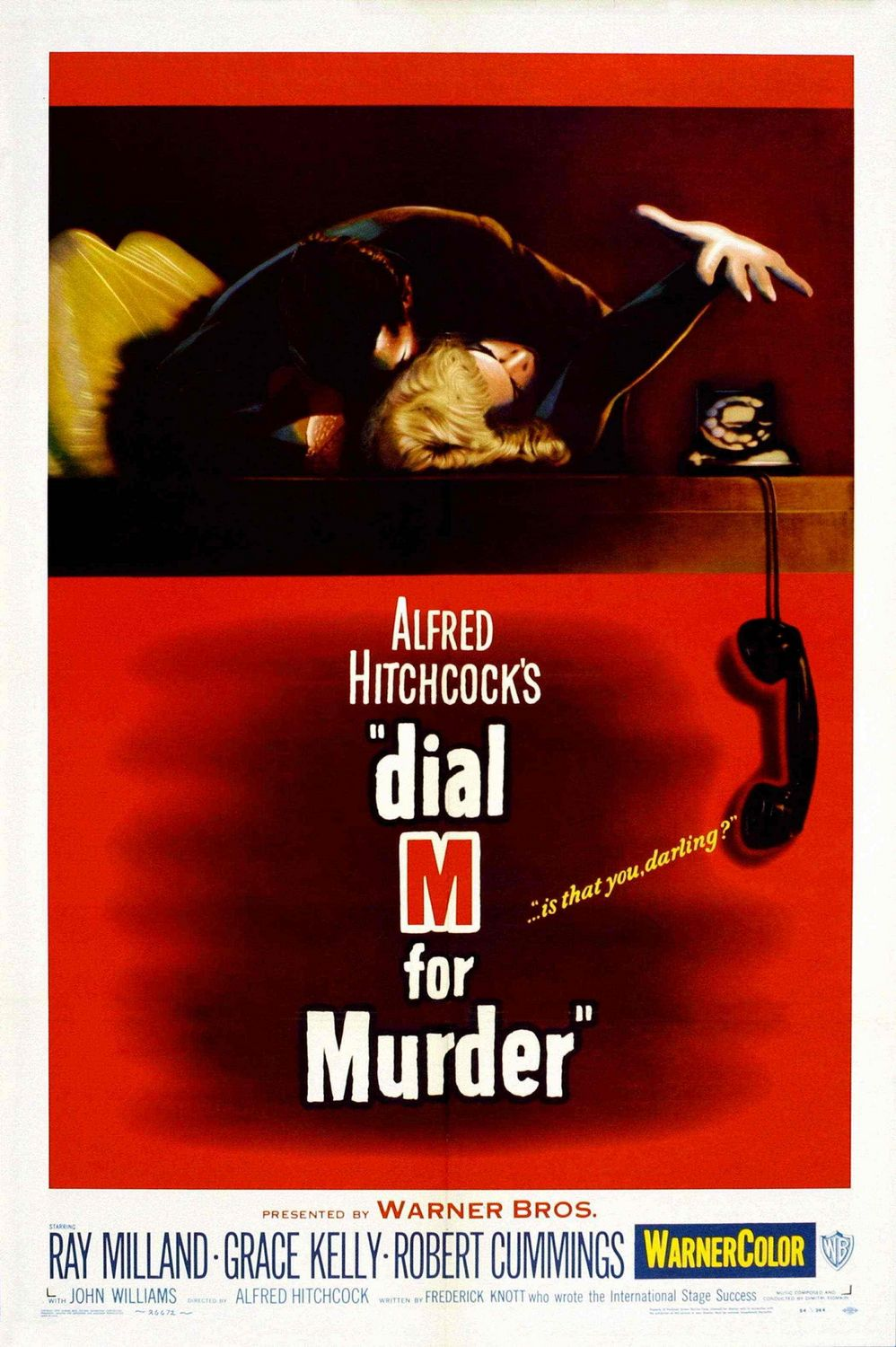
Le crime était presque parfait (1954, poster promotionnel)

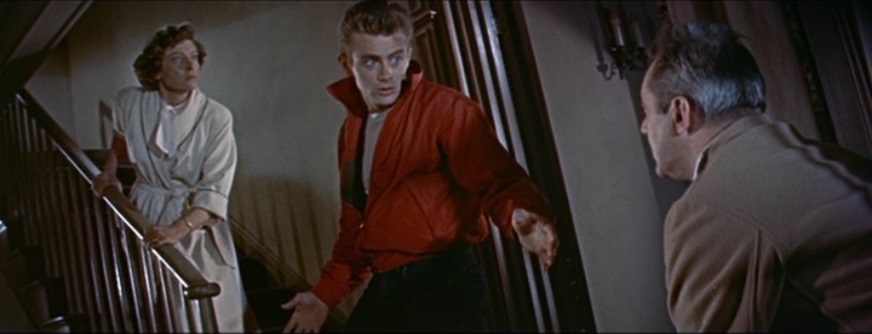
Costume de James Dean pour La Fureur de vivre (1955, avec Ann Doran et Jim Backus de dos)

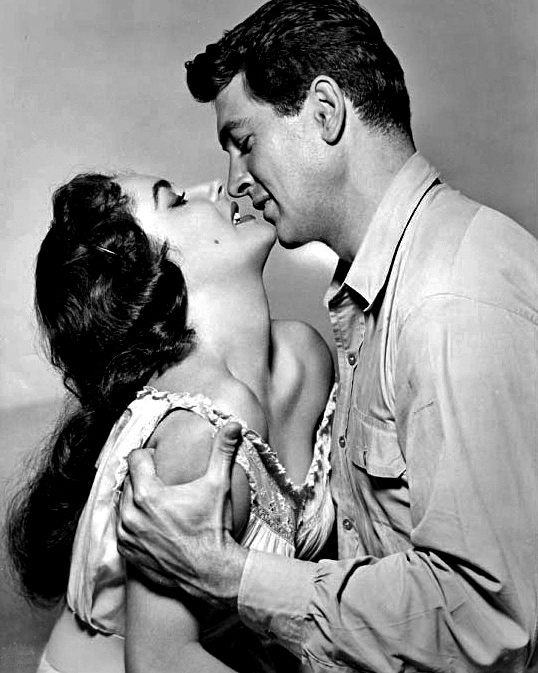
Géant (1956, avec Elizabeth Taylor et Rock Hudson, photo promotionnelle)

Moss Mabry est un costumier américain, né le 5 juillet 1918 à Marianna (Floride), mort le 25 janvier 2006 à Oceanside (Californie).

## Biographie
Moss Mabry est costumier sur quatre-vingt onze films américains (parfois en coproduction), les quatre premiers sortis en 1953, dont Le Bagarreur du Pacifique d'Arthur Lubin (avec Burt Lancaster et Virginia Mayo).
Parmi ses créations notables, citons les costumes de James Dean pour La Fureur de vivre de Nicholas Ray (1955), ceux d'Elizabeth Taylor pour Géant de George Sidney (1956), ceux de Joan Crawford pour La Cage aux femmes d'Hall Bartlett (1963), les costumes masculins pour Madame Croque-maris de J. Lee Thompson (1965), les costumes — en association avec Dorothy Jeakins — pour Nos plus belles années de Sydney Pollack (1973, avec Barbra Streisand et Robert Redford), ou encore les robes de Lauren Bacall pour le western Le Dernier des géants de Don Siegel (1976).
Les deux derniers films auxquels il contribue sortent respectivement en 1987 et 1988. Et notons une prestation unique comme acteur (en plus de costumier) dans Alex in Wonderland de Paul Mazursky (1970, avec Donald Sutherland et Ellen Burstyn).
Durant sa carrière, il obtient quatre nominations à l'Oscar de la meilleure création de costumes, pour Géant, Madame Croque-maris et Nos plus belles années précités, ainsi que pour Morituri de Bernhard Wicki (1965, avec Marlon Brando et Yul Brynner).
Moss Mabry travaille également occasionnellement pour la télévision, sur trois téléfilms (1969, 1976 et 1987) et une série (1969).     

## Filmographie

### Cinéma (sélection)
(comme costumier, sauf mention complémentaire)
- 1953 : Un homme pas comme les autres (Trouble Along the Way) de Michael Curtiz
- 1953 : Le Bagarreur du Pacifique (South Sea Woman) d'Arthur Lubin
- 1954 : Chasse au gang (Crime Wave) d'André De Toth
- 1954 : Le crime était presque parfait (Dial M for Murder) d'Alfred Hitchcock
- 1954 : Des monstres attaquent la ville (Them!) de Gordon Douglas
- 1954 : La poursuite dura sept jours (The Command) de David Butler
- 1954 : Le Fantôme de la rue Morgue (Phantom of the Rue Morgue) de Roy Del Ruth
- 1954 : L'Aigle solitaire (Drum Beat) de Delmer Daves
- 1955 : Le Cri de la victoire (Battle Cry) de Raoul Walsh
- 1955 : Le Renard des océans (The Sea Chase) de John Farrow
- 1955 : La Peur au ventre (I Died a Thousand Times) de Stuart Heisler
- 1955 : La Fureur de vivre (Rebel Without a Cause) de Nicholas Ray
- 1955 : Permission jusqu'à l'aube (Mister Roberts) de John Ford et Mervyn LeRoy
- 1956 : Géant (Giant) de George Stevens
- 1956 : Santiago de Gordon Douglas
- 1956 : La Mauvaise Graine (The Bad Seed) de Mervyn LeRoy
- 1958 : Les Feux du théâtre (Stage Struck) de Sidney Lumet
- 1962 : Un crime dans la tête (The Manchurian Candidate) de John Frankenheimer
- 1962 : Les Révoltés du Bounty (Mutiny on the Bounty) de Lewis Milestone
- 1963 : La Cage aux femmes (The Caretakers) d'Hall Bartlett
- 1963 : Pousse-toi, chérie (Move Over, Darling) de Michael Gordon
- 1964 : Madame Croque-maris (What a Way to Go!) de J. Lee Thompson
- 1964 : Le Crash mystérieux (Fate Is the Hunter) de Ralph Nelson
- 1964 : Shock Treatment de Denis Sanders
- 1965 : Chère Brigitte (Dear Brigitte) d'Henry Koster
- 1965 : Comment tuer votre femme (How to Murder Your Wife) de Richard Quine
- 1965 : Morituri de Bernhard Wicki
- 1965 : La Récompense (The Reward) de Serge Bourguignon
- 1966 : Matt Helm, agent très spécial (The Silencers) de Phil Karlson
- 1966 : Tiens bon la rampe, Jerry (Way... Way Out) de Gordon Douglas
- 1966 : Trois sur un sofa (Three on a Couch) de Jerry Lewis
- 1966 : Bien joué Matt Helm (Murderer's Row) d'Henry Levin
- 1967 : Tony Rome est dangereux (Tony Rome) de Gordon Douglas
- 1967 : Jerry la grande gueule (The Big Mouth) de Jerry Lewis
- 1967 : Petit guide pour mari volage (A Guide for the Married Man) de Gene Kelly
- 1968 : Le Détective (The Detective) de Gordon Douglas
- 1968 : Les Corrupteurs (Sol Madrid) de Brian G. Hutton
- 1968 : La Femme en ciment (Lady in Cement) de Gordon Douglas
- 1968 : Matt Helm règle son comte (The Wrecking Crew) de Phil Karlson
- 1969 : Fleur de Cactus (Cactus Flower) de Gene Saks
- 1969 : Bob et Carole et Ted et Alice (Bob & Carol & Ted & Alice) de Paul Mazursky
- 1969 : Le Plus Grand des hold-up (The Great Bank Robbery) de Hy Averback
- 1970 : R.P.M. de Stanley Kramer
- 1970 : How Do I Love Thee? de Michael Gordon
- 1970 : Alex in Wonderland de Paul Mazursky (+ acteur)
- 1971 : Satan, mon amour (The Mephisto Waltz) de Paul Wendkos
- 1973 : Nos plus belles années (The Way We Were) de Sydney Pollack
- 1975 : Une fois ne suffit pas (Once Is Not Enough) de Guy Green
- 1976 : King Kong de John Guillermin
- 1976 : Le Dernier des géants (The Shootist) de Don Siegel
- 1976 : Embryo de Ralph Nelson
- 1976 : C'est arrivé entre midi et trois heures (From Noon Till Three) de Frank D. Gilroy
- 1978 : The One and Only de Carl Reiner
- 1979 : Sunburn, coup de soleil (Sunburn) de Richard C. Sarafian
- 1980 : Touched by Love de Gus Trikonis
- 1981 : Continental Divide de Michael Apted
- 1987 : Assistance à femme en danger (Rent-a-Cop) de Jerry London

### Télévision (intégrale)
- 1969 : Le Rebelle (The Desperate Mission), téléfilm d'Earl Bellamy
- 1969 : Série Bracken's World, saison unique, épisode 1 Fade In
- 1976 : La Femme de l'année (Woman of the Year)[1], téléfilm de Jud Taylor
- 1987 : Deux millions de dollars aux Caraïbes (Florida Straits), téléfilm de Mike Hodges

## Distinctions
- Quatre nominations à l'Oscar de la meilleure création de costumes :
  - En 1957, catégorie couleur, pour Géant ;
  - En 1965, catégorie couleur, pour Madame Croque-maris ;
  - En 1966, catégorie noir et blanc, pour Morituri ;
  - Et en 1974, pour Nos plus belles années.

## Note et référence
1. ↑  Il s'agit d'un remake du film homonyme (1942) de George Cukor.